# Bauhinia calycina
Bauhinia calycina är en ärtväxtart som beskrevs av François Gagnepain. Bauhinia calycina ingår i släktet Bauhinia och familjen ärtväxter. Inga underarter finns listade i Catalogue of Life.